# Tjalmepäljaure
Tjalmepäljaure är en sjö i Kiruna kommun i Lappland och ingår i Torneälvens huvudavrinningsområde. Sjön har en area på 0,116 kvadratkilometer och ligger 541,1 meter över havet.

## Delavrinningsområde
Tjalmepäljaure ingår i det delavrinningsområde (757006-166049) som SMHI kallar för Utloppet av Nakerjaure. Medelhöjden är 610 meter över havet och ytan är 27,23 kvadratkilometer. Räknas de 4 avrinningsområdena uppströms in blir den ackumulerade arean 170,43 kvadratkilometer. Nakerätno som avvattnar avrinningsområdet har biflödesordning 2, vilket innebär att vattnet flödar genom totalt 2 vattendrag innan det når havet efter 446 kilometer. Avrinningsområdet består mestadels av skog (17 procent) och kalfjäll (56 procent). Avrinningsområdet har 6,75 kvadratkilometer vattenytor vilket ger det en sjöprocent på 24,8 procent.